# 질화 붕소
질화붕소(BN: Boron Nitride)는 질소(N)와 붕소(B)의 1:1몰비의 화합물이다.

## 결정구조
압력과 온도에 따라 3가지 결정구조를 지님. (육방정 결정구조 , 큐빅형 결정구조, 울짜이츠 결정구조) 일반적으로 말하는 질화붕소는 육방정 결정구조를 지닌 질화붕소를 뜻함.
세 가지 유형의 BN에 대한 정의와 응용은 다음과 같습니다:
1. 육방정계 질화붕소 (hBN)
- 흰색 흑연’이라 불리며, 층상 구조를 가진 전기 절연체이자 열전도성이 높은 소재.
- 용도: 고온 윤활제, 전자기기 방열 소재, 진공로 절연 부품.

2. 입방정계 질화붕소 (cBN)
- 다이아몬드와 동일한 전자 구조, 높은 경도와 열·화학적 안정성 보유.
- 용도: 연마재, 절삭 공구, 고온·극한 환경 부품.3. 우르츠 구조 질화붕소 (wBN)

- 매우 희귀한 고압 상(相)으로, 일부 조건에서 다이아몬드보다 더 단단한 것으로 여겨짐.
- 용도: 초경도 물질 연구, 고압 특수용도, 고성능 보호 코팅 (실험 단계).

## 일반적인 특성
1.열전도율이 높다. 2.화학적인 안정성이 뛰어나다. 3.열충격에 강하다. 4.단단하다.
BN, 흑연, 다이아몬드의 물성 비교표
(밀도: g/cm³, 경도: GPa, 체적 탄성률: GPa, 열전도도: W/m·K, 열팽창 계수: 10⁻⁶/K, 밴드갭: eV)
| 특성                 | 육방정 BN (h-BN) | 입방정 BN (c-BN) | 우르츠 BN (w-BN) | 흑연 (∥ / ⟂)            | 다이아몬드 |
| -------------------- | ---------------- | ---------------- | ---------------- | ----------------------- | ---------- |
| 밀도                 | 약 2.1           | 3.45             | 3.49             | 약 2.1                  | 3.515      |
| 누프 경도            | -                | 45               | 34               | -                       | 100        |
| 체적 탄성률          | 36.5             | 400              | 400              | 34                      | 440        |
| 열전도도             | 600 / 30         | 740              | -                | 200–2000 / 2–800        | 600–2000   |
| 열팽창 계수          | -2.7 / 38        | 1.2              | 2.7              | -1.5 / 25               | 0.8        |
| 밴드갭               | 5.9–6.4          | 10.1–10.7        | 4.5–5.5          | 0                       | 5.5        |
| 굴절률               | 1.8              | 2.1              | 2.05             | -                       | 2.4        |
| 자기 감수율 (μemu/g) | -0.48 / -17.3    | -                | -                | -0.2 ~ -2.7 / -20 ~ -28 | -1.6       |

## 제조방법
고온의 전기로에 암모니아나 요소등의 증기를 만들고 삼산화이붕소({\displaystyle {\ce {B2O3}}})를 투입하여 대류시키고 이로써 질소와 붕소의 반응을 유도하는 방식과, 특정 용기에 삼산화이붕소({\displaystyle {\ce {B2O3}}})분말과 환원제로 쓰이는 분말을 혼합하여 넣고 질소가스를 주입하여 내부에서 점화시켜서 반응을 유도하는 방식이 있음

## 주요용도
육방정계 질화붕소 (h-BN) 주요 용도
- 고온 윤활제: 산화 환경에서도 작동하며, 그래파이트 대체재로 사용됨 (내연기관 등).
- 우주 및 진공 환경 윤활: 수분/기체가 없어도 윤활 성능 유지 가능.
- 화장품 첨가제: 파운데이션, 아이섀도, 립스틱 등에 사용됨 (질감 향상 및 안전성).[9]
- 내열 세라믹 및 코팅: 고온 장비, 진공로, 금속 주조 몰드에 코팅제로 사용.
- 전기 절연체: 반도체 장치에서 절연층 또는 그래핀 기판으로 활용.
- 자동차 부품: 산소 센서 실링 등에서 절연성과 내열성을 활용.[9]
- 정밀 총기 윤활제: 모리브덴 디설파이드(MoS₂) 대체제로 사용됨.
- 연필심, 페인트, 수지, 고무 첨가제: 자가 윤활 기능 부여.

입방정계 질화붕소 (c-BN) 주요 용도
- 초경 연마재: 다이아몬드와 유사한 경도, 철 및 니켈 합금 가공에 적합.
- 절삭 공구 재료: PCBN 등으로 금속 절삭에 사용.
- 내산화 코팅: 고온 산화 환경에서 보호층 형성.
- 방열판 및 절연재: 높은 열전도성과 전기 절연성으로 전자장치에 사용.
- X선 필름 소재: 낮은 흡수율과 높은 기계 강도로 박막 적용.

## 같이 보기
- 보라존